# Рекехо, Джон
Джон Энтони Рекехо-младший (англ. John Anthony Requejo, Jr; род. 23 мая 1996, Карпинтерия, Калифорния, США) — американский футболист, защитник.

## Клубная карьера
Рекехо начал профессиональную карьеру в клубе «Тихуана». 20 августа 2014 года в матче Кубка Мексики против «Корас де Тепик» он дебютировал за основной состав. 30 апреля 2016 года в поединке против «Пуэблы» Джон дебютировал в мексиканской Примере. В июне 2017 года Рекехо и Амандо Морено были отданы в аренду в клуб Ассенсо МХ «Дорадос де Синалоа» на апертуру 2017.
13 марта 2018 года Рекехо подписал контракт с клубом USL «Лос-Анджелес Гэлакси II». За «Лос Дос» он дебютировал 17 марта в матче стартового тура сезона 2018 против «Колорадо-Спрингс Суитчбакс». 6 июня Рекехо сыграл за первый «Лос-Анджелес Гэлакси» в матче четвёртого раунда Открытого кубка США 2018 против любительской команды «Голден Стейт Форс». По окончании сезона 2019 контракт Рекехо с «Лос-Анджелес Гэлакси II» истёк.

## Международная карьера
В начале 2013 года Рекехо в составе юношеской сборной США участвовал в юношеском чемпионате КОНКАКАФ в Панаме. На турнире он сыграл в матчах против команд Гондураса, Гаити и Гватемалы.
В 2015 году Джон был включён в заявку молодёжной сборной США на участие в молодёжном чемпионате КОНКАКАФ на Ямайке. На турнире он сыграл в матчах против молодёжных команд Гватемалы, Панамы, Арубы, Ямайки, Сальвадора и Тринидада и Тобаго.
В том же году в составе молодёжной сборной Рекехо принял участие в молодёжном чемпионате мира в Новой Зеландии. На турнире он сыграл в матчах против команд Новой Зеландии, Колумбии и Сербии.